# Euprosthenopsis
Genre
Euprosthenopsis est un genre d'araignées aranéomorphes de la famille des Pisauridae.

## Distribution
Les espèces de ce genre se rencontrent en Afrique subsaharienne.

## Liste des espèces
Selon World Spider Catalog (version 17.0, 04/05/2016) :
- Euprosthenopsis armata (Strand, 1913)
- Euprosthenopsis lamorali Blandin, 1977
- Euprosthenopsis lesserti (Roewer, 1955)
- Euprosthenopsis pulchella (Pocock, 1902)
- Euprosthenopsis rothschildi Blandin, 1977
- Euprosthenopsis vachoni Blandin, 1977
- Euprosthenopsis vuattouxi Blandin, 1977

## Publication originale
- Blandin, 1974 : Études sur les Pisauridae africaines II. Définition du genre Euprosthenops Pocock, 1897 et description du genre Euprosthenopsis n. gen. (Araneae-Pisauridae-Pisaurinae). Revue suisse de Zoologie, vol. 81, no 4, p. 933-947 (texte intégral).